# Історія міста Харкова XX сторіччя
Монографія «Істо́рія мі́ста Ха́ркова XX сторі́ччя» — книга, видана у Харкові на честь 350-річчя міста.
Книга стала продовженням роботи Д. Багалія і Д. Міллера «Історія міста Харкова за 250 років».
Працювали над виданням понад 30 авторів.
У книзі висвітлено найпомітніші події та факти з історії міста, надруковані ілюстрації й рідкісні документи.
Книга складається з 686 сторінок і шести розділів, вона видана двома мовами — російською (4 тисяч) й українською (7 тисяч).